# 東方財富
東方財富は、中華人民共和国の金融と株式の情報を提供する企業で、オンラインブローカー。